# Helfried Grope
Helfried Grope (* 5. Januar 1914; † 13. April 1959) war ein deutscher Offizier der Wehrmacht und Parteifunktionär der DDR-Blockpartei NDPD.

## Leben
Grope war HJ-Führer und leistete als Offizier der Wehrmacht Kriegsdienst. Als Oberleutnant und Führer eines Nachrichtenzuges im Artillerie-Regiment 295 geriet er in Stalingrad in sowjetische Kriegsgefangenschaft. Er wurde Mitglied des Nationalkomitees „Freies Deutschland“ und gehörte zu den Mitbegründern des Bundes der Offiziere. 
Nach seiner Rückkehr nach Deutschland trat er 1948 der National-Demokratischen Partei Deutschlands (NDPD) bei. Von 1949 bis 1952 war er politischer Geschäftsführer des Landesverbandes Sachsen-Anhalt der NDPD und von 1952 bis 1959 Vorsitzender des Bezirksverbandes Magdeburg der NDPD. Von 1950 bis 1959 gehörte er als Mitglied auch dem Hauptausschuss der NDPD an. 
Auch wenn er bei der Landtagswahl in der Provinz Sachsen 1946 nicht kandidiert hatte, wurde er am 28. Oktober 1949 Abgeordneter im Landtag Sachsen-Anhalt. Bei der Landtagswahl 1950 erhielt er erneut ein Mandat im Landtag Sachsen-Anhalt, das er bis zur Auflösung der Länder in der DDR 1952 wahrnahm. Anschließend war er von 1952 bis 1959 Abgeordneter des Bezirkstages Magdeburg. Von 1950 bis 1954 war Grope zudem Mitglied der Länderkammer der DDR.
Von 1956 bis 1959 war er zudem Kandidat des Zentralvorstandes der Gesellschaft für Sport und Technik.

## Auszeichnung
Am 6. Oktober 1958 wurde Grope mit dem Vaterländischen Verdienstorden in Bronze ausgezeichnet.